# Welsh corgi Cardigan
De Welsh corgi Cardigan is een hondenras afkomstig uit Cardiganshire gelegen in Wales.

## Beschrijving

### Uiterlijk
Stevig, stoer, mobiel en in staat om een lang uithoudingsvermogen te hebben. Deze hond is lang in verhouding tot zijn hoogte met een lichaam dat eindigt in een vosachtige borstelige staart. Hij heeft staande middelgrote oren. De vacht is van gemiddelde lengte en hij heeft een dichte ondervacht.

#### Vacht
De vacht bestaat uit matig korte haren en is goed tegen alle weersomstandigheden bestand. Bijna alle kleuren zijn toegestaan mits de witte vlekken niet meer dan 30% van het hele lichaam bedekken. De meest voorkomende kleur bij dit ras is bruin of sable met brindle-markeringen.

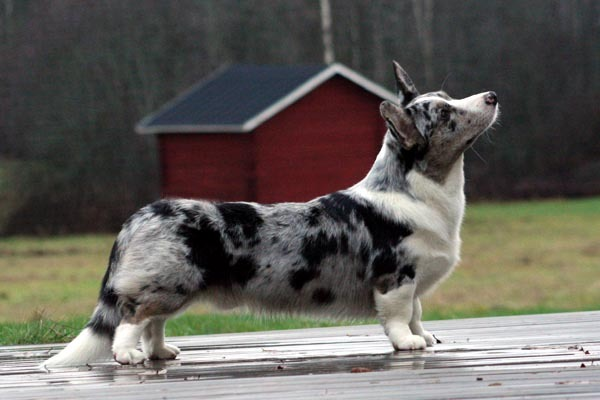
Blue merle met redpoint
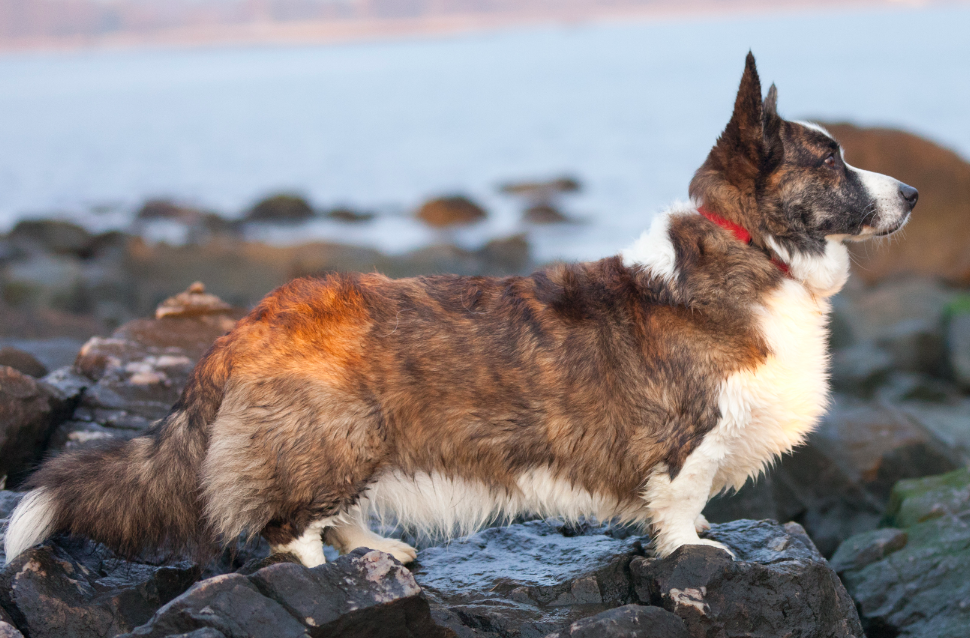
Brindle
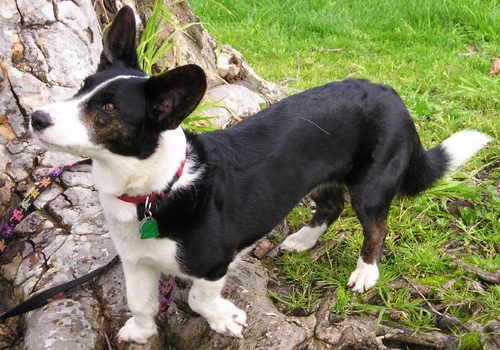
Zwart met brindlepoint

#### Grootte
De Cardigan is iets groter dan de Welsh corgi Pembroke. De ideale schouderhoogte voor dit ras is 30,5 cm. Cardigan-reuen mogen tussen de 15 en de 18 kilo wegen, teven zijn minder zwaar. Van het puntje van zijn neus tot het puntje van zijn staart is hij ongeveer 1 meter lang oftewel 1 (Welshe) yard lang. In Groot-Brittannië staat dit ras hierdoor ook bekend als "the yard long dog".

#### Hoofd
Het hoofd van de Welsh corgi Cardigan is vosachtig in vorm en uiterlijk. De snuit is langer dan de snuit van de Welsh corgi Pembroke.
De schedel is breed en vlak tussen de oren met een matige stop. De neus is altijd zwart en steekt lichtjes uit en is in geen enkel opzicht bot. De snuit versmalt lichtjes in de richting van de neus. De tanden en de kaak vormen een krachtig schaargebit, dat wil zeggen dat de boventanden overlappen met de onderste tanden.
De ogen zijn middelgroot, helder, vriendelijk maar alert en waakzaam. Ze staan eerder wijd uit elkaar met duidelijk gedefinieerde ooghoeken en de oogleden moeten een donkere huid hebben. Bij voorkeur zijn de irissen donker en hoort de kleur goed bij de vacht van de hond te passen. Bij sommige honden is één of beide ogen lichtblauw of blauw gevlekt. Deze oogkleur is echter enkel toegestaan bij honden met blue merle vachtkleur. Honden met een sable vachtkleur hebben soms amberkleurige ogen.
De oren staan rechtop en zijn in verhouding vrij groot in vergelijking met de grootte van de hond. Deze grote oren dragen bij aan de komische reputatie van het ras. De toppen van de oren zijn lichtjes afgerond en de oorschelp zelf is relatief breed. Aan de basis staan ze ongeveer 8 cm uit elkaar. Wanneer je de Welsh corgi Cardigan recht aankijkt zou je uit de tip van de neus een denkbeeldige lijn moeten kunnen tekenen naar de toppen van beide oren die recht door het middelpunt van de ogen van de hond loopt. Als laatste moeten de oren ook goed naar achteren staan zodat de hond ze gemakkelijk kan plat leggen in de hals. In vergelijking met de Welsh corgi Pembroke zijn de oren van de Cardigan groter en ronder van vorm.

#### Nek
De hals en de nek zijn gespierd en goed ontwikkeld in verhouding tot de rest van het lichaam. Ze hoort goed te passen in de schuine schouders van de hond.

#### Romp
De romp van de Welsh corgi Cardigan is vrij lang en sterk. De "topline" hoort recht en evenwijdig te zijn met de grond. De borst is gematigd breed en heel erg diep met een prominent borstbeen en goed gewelfde ribben. Hoewel dit een forse hond is moet de taille wel duidelijk zichtbaar zijn.

#### Staart
De staart van de Cardigan ziet eruit als een vossenstaart en is vrij lang in vergelijking met de rest van het lichaam. De staart raakt (bijna) de grond en wordt laag gedragen in rust en misschien een beetje boven het lichaam wanneer de hond zich verplaatst of alert is. Het mag niet in een krul gedragen worden boven de rug zoals bij de akita.

#### Ledematen
De ledematen bestaan uit sterke botten. De poten zijn kort maar toch staat het lichaam goed van de grond. Honden waarbij de poten te kort zijn, waardoor het lichaam zich heel dicht bij de grond bevindt, worden door liefhebbers en kenners minachtend "buikhangers" of "buikslepers" genoemd. Buikhangers scoren slecht op hondententoonstellingen en worden meestal geassocieerd met een slechte fysieke gezondheid.
De schouder is goed aangezet, gespierd en heeft een hoek van ongeveer 90° ten opzichte van de bovenarm. De ellebogen bevinden zich dicht tegen de flanken van de hond. De onderarm is licht gebogen zodat deze zich mooi vormt rond de borstkast. De voeten van de voorpoten zijn rond, strak, eerder groot en hebben dikke voetzolen. Als je de Cardigan zijn poten van bovenaf bekijkt en er een klok bij inbeeld, dan moeten zijn voeten naar 11 uur en 1 uur wijzen.
De achterhand is sterk, goed gehoekt en afgestemd op zeer gespierde dijen. De achterpoten zijn net als de voorpoten kort en met sterke botten. Gezien vanuit de zij-en achterkant horen de achterpoten loodrecht op de grond te staan. De voeten van de achterpoten zijn net als de voeten van de voorpoten rond, strak, groot en hebben dikke voetzolen. Het valt wel op dat de achterpoten iets fijner en zelfs kleiner zijn dan de voorpoten.

### Aard
De Welsh corgi Cardigan is uiterst intelligent en leergierig, waaks, gehard en moedig. Ze zijn zeer gehecht aan hun baas en diens gezin.
Sommige Cardigans worden beschreven als een eenmanshond en zijn afstandelijk tegenover vreemden. Op zich is de Cardigan een hond die zonder problemen even alleen kan worden gelaten maar wanneer zijn baas thuis is blijft de Cardigan het liefst zo dicht mogelijk in zijn buurt. De meeste corgi's worden niet graag uren of dagenlang alleen gelaten in de tuin. Ze zijn het gelukkigst wanneer ze hun baas kunnen volgen door het huis. Dit is een gevolg van hun veedrijversinstinct waardoor ze in geen geval hun doelwit uit het oog willen verliezen. Bijgevolg kan een Cardigan nerveus worden wanneer zijn huishouden bestaat uit meerdere gezinsleden die zich verspreid hebben over verschillende kamers in het huis. Dit nerveus gedrag is typisch voor herdershonden maar de intensiteit ervan kan variëren van hond tot hond.
Hoewel ze in het algemeen rustig zijn van karakter, hebben deze honden de reputatie heel luidruchtig te zijn. Cardigans zijn door hun oorsprong goede waakhonden die hun baas op de hoogte willen brengen van de kleinste veranderingen in een situatie. Dat wil zeggen dat de kans groot is dat een Cardigan zal beginnen te blaffen wanneer iemand voorbij zijn woning wandelt of wanneer er een kat of een vogel in de tuin zit. In vele gevallen zal de hond ook blaffen wanneer hij iemand bij de buren ziet, ook al is dat de buurman zelf, en in de extreemste gevallen zal de Cardigan ook blaffen wanneer er bijvoorbeeld een auto geparkeerd staat op een plaats waar anders nooit een auto staat, wanneer je het licht per ongeluk aan laat, als je een glas laat staan op het aanrecht, als je anders gekleed gaat dan gewoonlijk, of wanneer de wind fluit. Een eigenaar van een Welsh corgi Cardigan kan ook geblaf verwachten wanneer er een bezoeker aanbelt of binnenkomt. Het blaffen naar bezoekers gaat meestal wel over na een minuut wanneer de hond begrepen heeft dat deze persoon geen indringer is. In andere gevallen is het mogelijk dat de hond niet stopt met blaffen tot de eigenaar is komen kijken wat er mis is. Hoewel het vrijwel onmogelijk is om de neiging om te blaffen, dat zo hardnekkig in het ras is gefokt, volledig af te leren, is het wel perfect mogelijk om het overmatig blaffen in te tomen met geduld en veel training.
Naast het feit dat de grote meerderheid van de Welsh corgi Cardigans zeer vocale waakhonden zijn, zullen vele eigenaars ook verklaren dat honden van dit ras 'babbelaars' zijn. Cardigans gebruiken een uitgebreid repertoire aan geluiden om aandacht te krijgen. Ze grommen, huilen, blaffen, knorren en janken om hun aanwezigheid duidelijk te maken of om iemand aan te zetten tot actie.
Welsh corgi Cardigans zijn intelligent en dus makkelijk te trainen. Het voordeel is dat ze snel commando's zullen aanleren, het nadeel is dat ze door hun intelligentie ook snel ongewenste dingen zullen leren zoals bedelen. Vastberadenheid en consequentie zijn heel belangrijk bij het opvoeden van dit ras. Het is raadzaam om de opvoeding te baseren op belonen in plaats van op straffen.
Dit ras kan soms wat overmoedig zijn ten opzichte van andere honden. Door hun moedige en stoere karakter deinzen ze niet terug van honden en andere dieren die groter zijn dan zijzelf. Hun soms brute manier van spelen en hun instinct om te drijven wordt niet altijd even goed ontvangen door andere dieren. Het beste is dat ze al vroeg met katten en andere dieren gesocialiseerd worden, zodat deze combinaties in de toekomst geen problemen geven. Over het algemeen gaan de meeste Welsh corgi Cardigans goed om met kinderen op voorwaarde dat de kinderen de hond respecteren en dat de hond zelf goed gesocialiseerd is. Dit is geen hondenras dat plagerijen en pesterijen goed tolereert.
De Cardigan heeft een bijzonder gevoel voor humor.

## Oorsprong
De naam "corgi" wordt meestal enkel geassocieerd met Welsh corgi Pembrokes doordat deze honden gekend zijn als de gezelschapshonden van de Britse koninklijke familie. De naam wordt echter gedeeld door twee verschillende hondenrassen, namelijk door de populaire Welsh corgi Pembroke en door de iets minder bekende Welsh corgi Cardigan. Waar veel mensen zich ook niet van bewust zijn is het feit dat deze twee honden helemaal geen variëteit zijn van één hetzelfde ras en dat het verschil in staartlengte niet het enige verschil is tussen beide honden. De Cardigan en de Pembroke stammen af van totaal verschillende voorouders, en deze voorgangers hebben veel bijgedragen aan de verschillen in uiterlijk en temperament bij de hedendaagse exemplaren van deze twee rassen. In het verleden werd aangenomen dat beide rassen zouden afstammen van de Zweedse Västgötaspets, door de Vikingen geïntroduceerd in de 9e en 10e eeuw, maar modern genetisch onderzoek heeft aangetoond dat de rassen niet aan elkaar verwant zijn en dat de uiterlijke overeenkomsten baseren op toeval en het fokken op vergelijkbare eigenschappen. Op dit moment wordt aangenomen dat beide Corgi-rassen het resultaat zijn van lokale inspanningen om een lokaal bruikbaar ras te fokken.

### Gebruiksdoel
Oorspronkelijk is dit ras gefokt als veedrijver. Hij stuurt het vee door naar de hielen te happen. Door zijn geringe hoogte kan hij een trap van een koe of paard ontwijken.
Door zijn oorspronkelijke werk is het een zelfstandige hond, die goed kan samenwerken met zijn baas. Daardoor is dit ras zeer geschikt voor diverse hondensporten.

### Geschiedenis
Zowel de Welsh corgi Pembroke alsook de Welsh corgi Cardigan worden geacht een van de oudste hondenrassen ter wereld te zijn; vermoedelijk al 3000 jaar lang terug te vinden in Wales. 

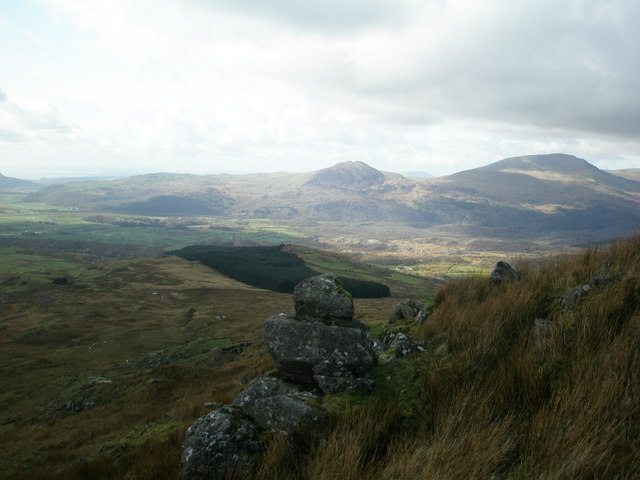
Het landschap in Wales is rotsachtig en modderig met vele hoge heuvels in combinatie met winderig en nat weer.

Het landschap van Wales is over het algemeen heuvelachtig met veel rotsen. De weersomstandigheden in dit gebied zijn meestal vochtig, koud en winderig met veel regenval. Bovendien is de grond er niet echt vruchtbaar en dus waren vele boeren noodgedwongen veehouders in plaats van plantentelers. Toch was zelfs vee houden in dit klimaat niet ideaal. Bijgevolg hadden de plaatselijke boeren een stevig, robuust, zwart runderras ontwikkeld dat tegen de weersomstandigheden bestendigd was. In combinatie met het moeilijke karakter van deze runderen en met het heuvelachtige landschap was het echter zo goed als onmogelijk om deze te houden in een afgesloten omheining. De boeren hadden behoefte aan een veedrijver die even robuust was en net zo goed tegen het klimaat bestendigd was als de runderen zelf zodat deze moeiteloos het loslopende vee kon vinden en veilig terugbrengen naar de stal om gemolken te worden. Deze honden waren praktisch omdat er niet genoeg eten was om een grote hond te voeden en een grote hond is ook niet gewenst in de buurt van slecht gehumeurd vee. Door hun kleine gestalte werden deze 'nieuwe' veedrijvers amper geraakt door stoten van horens of door trappen van de achterhoeven die bij grote honden tegen het hoofd of lichaam zouden komen.

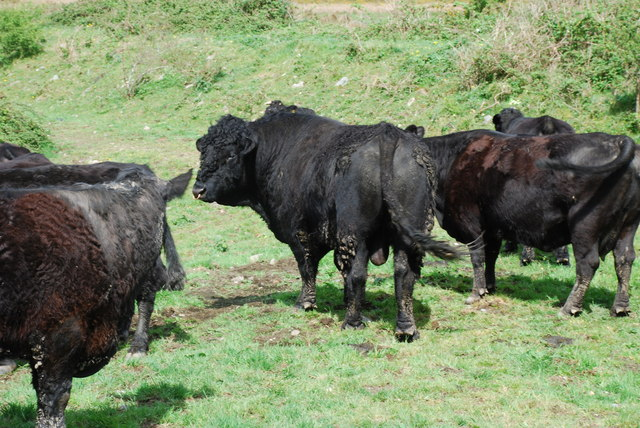
Gwartheg Duon Cymreig is de Welshe naam van het robuuste zwarte runderras dat in Wales gefokt wordt en waarvoor de Corgi als veedrijver ontwikkeld is.

In het agrarisch gebied van Pembrokeshire en Cardiganshire werden deze compacte veedrijvers verder ontwikkeld om hun taak nog beter uit te voeren. De boeren selecteerden kleine honden die gemakkelijk met hun tanden konden pitsen net boven de hoeven van de runderen zodat deze in beweging zouden blijven. Ze selecteerden ook op snelheid en behendigheid zodat ze snel van richting konden veranderen en konden wegduiken voor een trap van een koe. Wanneer de hond in de poot van de koe bijt heeft deze onmiddellijk de reflex om te trappen, de hond moet dus ook de intelligentie hebben om het gevaar juist in te schatten zodat deze op tijd kan wegduiken. Als de hond toch een inschattingsfout maakte was dit niet per se een probleem, aangezien de hoef van de koe recht over hun hoofd zou gaan doordat het lichaam van de hond zo laag tegen de grond is. Het is dus ook geen toeval dat de eerder besproken schedelvorm van de Cardigan Welsh corgi zo plat is. Dit is ook het resultaat van het voorzichtig selectief fokken door de veehouders uit Cardiganshire en Pembrokeshire, net zoals de brede voeten die ervoor moesten zorgen dat de hond een betere grip had wanneer hij zich verplaatste door het modderige en rotsige heuvellandschap.
Het was niet enkel belangrijk dat deze honden het juiste temperament en de juiste anatomie hadden, het was ook belangrijk dat er bij het fokken ook gedacht werd aan de ideale vacht. Door de aard van de runderen die ze moesten drijven en door de slechte weersomstandigheden was het vereist dat deze honden een vacht hadden dat hier tegen bestand was. Al vroeg werd er geselecteerd op honden met een korte, beschermende, weerbestendige vacht die een absolute must was voor de modderige en koude werkomstandigheden.
Hoewel het in het prille begin allemaal om dezelfde hond draaide, gingen de inwoners van Pembrokeshire en Cardiganshire al snel, nadat ze in het bezit kwamen van deze honden, elk hun eigen weg op met het ontwikkelen van een hond die het best geschikt was in voor hun eigen respectievelijke gebieden. De twee groepen geraakte al snel geïsoleerd van elkaar. Hun benaming heeft niets te maken met hun gedeelde oorsprong. "Corgi" betekent simpelweg "dwerghond" in het Welsh en was een naam die gebruikt werd om hun type en uiterlijk te beschrijven.
Er wordt geloofd dat de inwoners van Cardiganshire inheemse Britse honden hebben gebruikt die op hun beurt ontwikkeld waren uit Centraal-Europese jachthonden van het type brak en zweethond terwijl de inwoners van Pembrokeshire hun Corgi's zouden hebben gekruist met spitshonden uit Scandinavië.

#### Cardiganshire's Corgi

##### De middeleeuwen

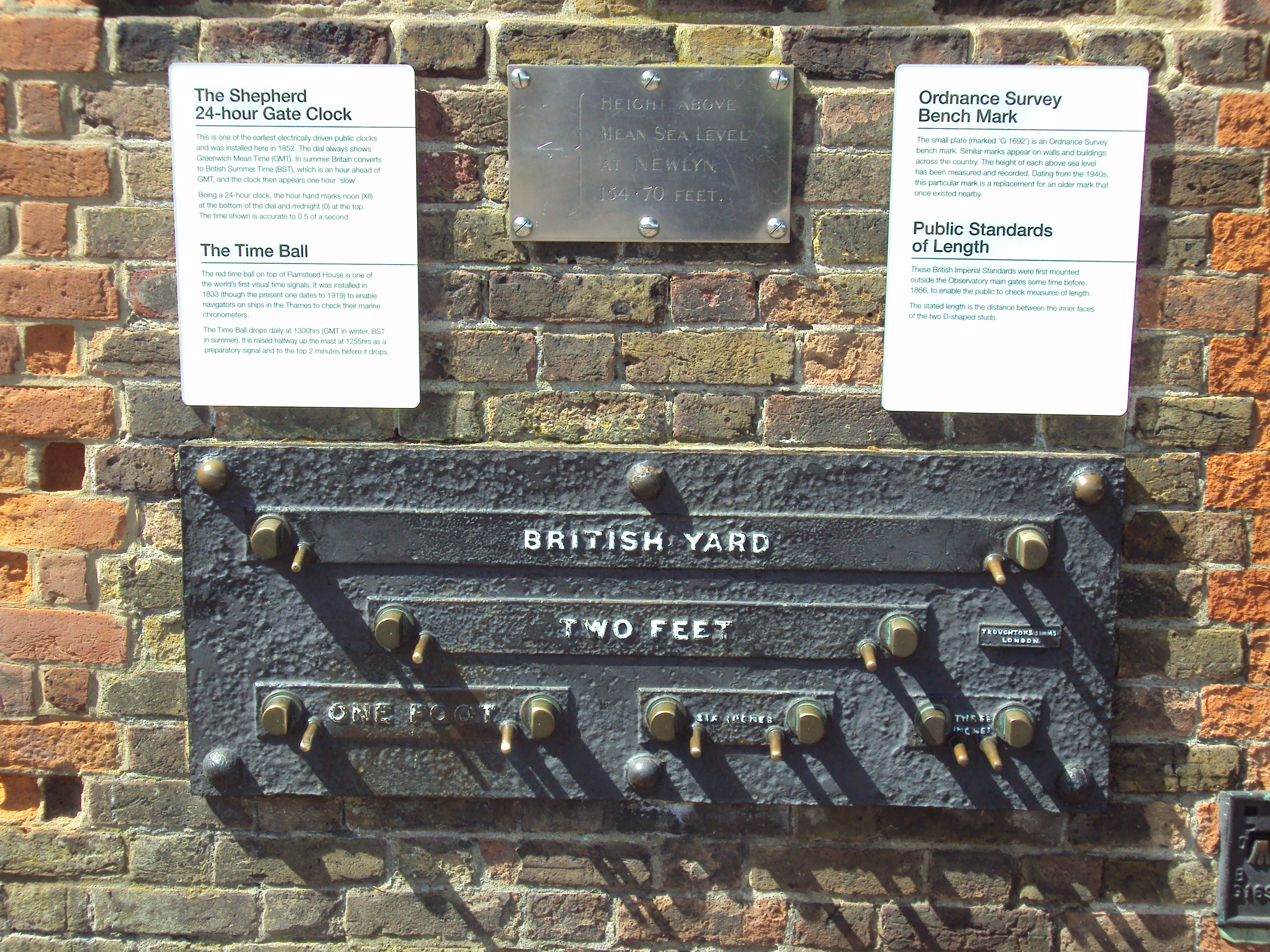
De Welsh yard meet 40 inches oftewel 101,5 cm. De Britse yard is slechts 91 cm lang.

In Cardiganshire stond de plaatselijke versie van de corgi bekend als Ci Llathaid in Welsh, oftewel "by the yard" in het Engels. Deze namen verwijzen naar de Welsh yard, een plaatselijk gebruikte meeteenheid. 1 Welsh yard is 40 inches oftewel 101,5cm lang. De corgi's van Cardiganshire waren opvallend groter en langer dan de corgi's bij hun buren in Pembrokeshire. In tegenstelling tot de Pembrokeshire Corgis hadden zij ook gebogen voorpoten, lange borstelige staarten en hadden ze veel grotere en rondere voeten. De Cardiganshire Corgis hadden ook vaak een brindle vachtkleur, en in vele gevallen, hadden ze grote afhangende oren. Dat laatste kenmerk kan erop wijzen dat jachthonden van het type brak en zweethond ooit een grote invloed hebben gehad in het ontwikkelen van de Welsh corgi Cardigan. Afhankelijk van wanneer in de geschiedenis de jachthonden werden gekruist met de corgi van Cardiganshire zijn er ruwweg twee mogelijke voorouders.
Er werden jachthonden geïmporteerd vanuit Centraal-Europa naar het Britse eiland zo vroeg in de geschiedenis als 1200 v.Chr.. Als de inwoners uit Cardiganshire honden hebben gebruikt uit de eerste aantallen die werden geïmporteerd, dan kan men ervan uitgaan dat het ging om Duitse jachthonden. Hoogstwaarschijnlijk de Duitse Brak of voorouders hiervan. Als de inwoners pas later in de geschiedenis geïmporteerde honden hebben gebruikt om te kruisen met hun corgi's, dan zullen deze voorouders Teckels zijn geweest. Welke van de twee het ook geweest is, de jachthonden werden gekruist met de plaatselijke "heelers" en dit resulteerde in de al eerder vermelde gebogen voorpoten, langere lichamen en de afhangende oren die zo typisch zijn voor jachthonden. De kruisingen hadden ook invloed op het temperament van het ras. Het zorgde ervoor dat de Cardigan corgi een hond was met een sterk vastberadenheid die zelden afgeleid raakte van zijn taak. Tegelijk had deze een sereniteit en zachtheid verkregen waardoor hij ook een aangename familiehond werd. De Cardigan corgi werd ook een uitstekende waakhond die, ondanks zijn klein gestalte, er niet van terugdeinsde om zijn familie en erf te beschermen.

##### De 19de eeuw
Ergens in de late 19de eeuw begonnen de boeren in Cardiganshire hun robuust vee in te ruilen voor kudden schapen. Schapen waren economisch veel interessanter geworden dan runderen. Het veedrijvers instinct van de corgi bleek te ruw te zijn voor de meer angstige en kwetsbare schapen. Als gevolg werd de corgi uit Cardiganshire gekruist met de minder agressieve, Welsh collie. Men is van mening dat de blue merle vachtkleur via deze weg werd geïntroduceerd in de genenpoel van de Cardigan.
Er bestaan vele theorieën over de metamorfose van de vroege brakachtige Cardigan corgi in een ras dat in sommige opzichten sterk lijkt op zijn buurman, de Pembroke Corgi. Sommige geloven dat deze metamorfose voltooid werd zonder dat er gekruist werd met de Welsh corgi Pembroke en dat het gelijkaardige resultaat te danken is aan selectief en gericht fokken naar het voorbeeld van de oude inheemse veedrijvershonden. Deze oude inheemse veedrijvers leken op spitshonden en hadden opstaande oren. Andere geloven dan weer dat de Welsh Corgi Pembroke wel was gebruikt om de moderne Welsh corgi Cardigan te ontwikkelen. Enkel tijd en archeologisch onderzoek zal uitwijzen welke van de twee groepen gelijk heeft.

##### De 20ste eeuw

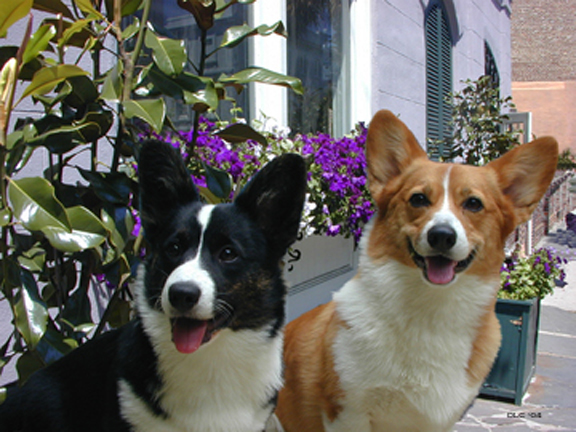
Links: Kelsey de Welsh Corgi Cardigan.
Rechts: Penny de Welsh Corgi Pembroke.

Tot in de vroege jaren 20 waren zowel de Welsh corgi Pembroke als de Welsh corgi Cardigan enkel terug te vinden als hardwerkende honden op de boerderijen in hun respectievelijke gebieden in Wales. in 1925 kregen deze hondenrassen abrupt een andere bestemming toen verschillende Corgi-eigenaren samenkwamen in een plaatselijke pub en besloten dat hun trouwe viervoeters ook zouden moeten meedoen aan de populaire hondententoonstellingen. Kapitein J.H. Howell riep een vergadering van liefhebbers bij elkaar en de Welsh Corgi Club werd in het leven geroepen. Er werd een akkoord gesloten over de rasstandaard en eigenaars begonnen de stambomen van hun honden neer te pennen vanuit hun geheugen. Tien honden kregen de officiële titel van vertegenwoordigers van het ras. De twee hondenrassen die tot voordien nog nooit gefokt waren voor hun uiterlijk verschenen nu plots op lokale hondententoonstellingen. In het begin was er een enorm verschil tussen de maten en vormen van de honden, maar uiteindelijk ontstond er een zekere uniformiteit en had de club een gezonde kern van 59 leden. Deze stichtende leden waren vooral geïnteresseerd in de honden van Pembrokshire, en het was het uiterlijk van de Pembroke Corgi dat bijgevolg ook het meest in de kijker werd gezet.
Het komende decennia zouden beide hondenrassen gezien worden als twee variëteiten van één en hetzelfde ras waardoor ze meer dan eens met elkaar gekruist werden. Beide werden getoond in dezelfde klasse op hondententoonstellingen en werden geregistreerd als hetzelfde ras. De vroegste deelnemers van deze hondententoonstellingen getuigen over verschrikkelijke ruzies tussen de liefhebbers van de Cardigan Corgi en de Pembroke Corgi. De wedstrijden op deze tentoonstellingen worden gejureerd door specialisten, en wanneer een Pembroke-fokker jureerde, wonnen alleen Pembrokes. Cardigan-fokkers en liefhebbers waren op hun beurt even fanatiek wanneer zij moesten jureren. In 1928 won er voor het eerst een Corgi de kampioenstitel op de Cardiff Dog Show. De twee rassen werden wel nog steeds getoond als één ras.
Beide groepen vonden dat hun versie van de corgi de enige echte versie was en de discussie raakte niet opgelost tot in 1934, wanneer de Kennel Club van Groot-Brittannië het ras liet splitsen tot twee aparte rassen. Tijdens de periode van de splitsing werden er officieel 59 Cardigan corgi's geregistreerd tegenover 240 Pembroke corgi's. Het ras opsplitsen leed tot de moeilijke taak van beslissen welke hond bij welk ras hoorde. In realiteit was hier weinig controle op en werd de beslissing simpelweg gemaakt door de eigenaar. Meestal werd de uiteindelijke beslissing gemotiveerd door met welke groep liefhebbers de eigenaar het liefst wou geassocieerd worden in plaats van aan welke rasstandaard de hond in kwestie het beste voldeed.

##### De 21ste eeuw
De dag van vandaag lukt het de Welsh corgi Cardigan niet om de populariteit van zijn buurman, de Pembroke, bij te benen. In de Verenigde Staten van Amerika alleen al worden er jaarlijks 10.000 Pembrokes geregistreerd tegenover slechts 1.000 Cardigans. Daarmee staat de Cardigan op de 81ste plaats op vlak van populariteit. De contradictie is dat de lage populariteit in het voordeel is van de Cardigan, aangezien dat populaire honden vaak in verkeerde handen terechtkomen en massaal door broodfokkers gefokt worden zolang de hype duurt. Dit kan desastreuze gevolgen hebben voor de gezondheid van een ras.
Desalniettemin moet de Cardigan zeker niet onderdoen voor de Pembroke op hondententoonstellingen. Beide hondenrassen zijn tegenwoordig duidelijk verschillend en scoren elk op hun beurt goed in grote wedstrijden.

## Gezondheid
Onderzoek door de The Kennelclub in 2004 heeft uitgewezen dat de toen meest voorkomende doodsoorzaken bij Welsh Corgi Cardigans kanker (28,3%), ouderdom (24,6%) en neurologische aandoeningen (15,2%) waren.

### Meest voorkomende gezondheidsproblemen

#### Rug-en gewrichtsproblemen
Omdat de Cardigan zo een lange rug heeft en enorm korte poten kan dit ras problemen ontwikkelen aan de rug en gewrichten, vooral als ze last hebben van overgewicht. Eigenaars van een Cardigan puppy zorgen er best voor dat, zolang als de hond niet volgroeid is, deze geen trappen op en af loopt en ook nergens op klimt of van af springt. Ruwe spelletjes en te lange wandelingen worden ook best vermeden tot de hond één jaar oud is.

#### Hernia Nuclei Pulposi
Hernia nuclei pulposi, ook gekend als rughernia is een aandoening waarvan de oorzaak vaak wordt toegeschreven aan de lange rug van de Corgi. Dit is niet helemaal correct aangezien er heel wat rassen zijn met een korte rug die ook worden getroffen door dit probleem, soms zelfs vaker dan rassen met een lange rug. De kans dat een hond een rughernia krijgt zal eerder afhankelijk zijn van de individuele gevoeligheid voor de aandoening dan van de anatomie van de rug. Wanneer een hond een rughernia krijgt scheurt het kussentje dat zich bevindt tussen de twee ruggenwervels. De druk dat deze scheur uitoefent op de wervelkolom zorgt voor een immense pijn en, in het slechtste geval, ook voor de verlamming van het achterlijf. Om het risico zo goed mogelijk uit te sluiten vermijd men best activiteiten die te belastend kunnen zijn voor de rug en overgewicht. Best gaat men ook even na bij de fokker of de bloedlijn van de puppy's in kwestie hier last van heeft.

#### Heupdysplasie
Heupdysplasie, of in het kort HD, is een ziekte waarbij de gewrichten van de heup niet goed gevormd zijn. Een hond die getroffen is door deze ziekte vertoond een opvallende gevoeligheid aan de heup, kan soms moeilijk rechtstaan en kan ook manken wanneer deze zich verplaatst. De symptomen kunnen variëren van lichte verlamming tot ernstige kreupelheid. Deze ziekte kan behandeld worden met een operatie.
Heupdysplasie is geen alom voorkomend probleem bij Welsh corgi Cardigans, maar er zijn al genoeg voorvallen geweest van de ziekte dat het mogelijke risico best besproken wordt met de fokker. Fokkers horen idealiter hun honden te testen of ze risico lopen op deze ziekte. Honden die positief testen horen uitgesloten te worden van het fokprogramma. Vraag dus altijd een bewijs van deze testresultaten aan de fokker wanneer je een puppy aanschaft.

### Levensverwachting
Een gezonde Welsh Corgi Cardigan kan gemakkelijk 12 tot 15 jaar oud worden.

## Omgang

### Verzorging
De Welsh corgi Cardigan heeft weinig vachtverzorging nodig. Het is normaal gesproken toereikend om de vacht eenmaal per week eens goed door te borstelen. Tijdens de rui is een dagelijkse borstelbeurt wel een noodzaak. Cardigans die deelnemen aan een hondententoonstelling mogen in principe niet getoiletteerd worden. Dit wil zeggen dat er niet aan de vacht mag geknipt, gekleurd of elke andere wijziging mag gebeuren die de natuurlijke staat van de vacht kan camoufleren. Men wil zo voorkomen dat deelnemers eventuele 'Fluffy Corgi's' aan de wedstrijd laten deelnemen. De zogenaamde 'Fluffy corgi's' zijn corgi's die een drager zijn van het fluf-gen. Dit gen zorgt ervoor dat de vacht golvend, lang en zacht is in plaats van kort, stug en ruw. Corgi's waarbij het fluf-gen uiterlijk zichtbaar is zijn per definitie gediskwalificeerd van deelname. Een uitzondering wordt vaak gemaakt voor 'halve' Fluffy corgi's wiens vacht nog net kort en ruw genoeg is om te mogen deelnemen. Corgi's die ook drager zijn van het fluf-gen maar waarbij het niet tot uiting komt mogen gewoon deelnemen aan de wedstrijden.
Cardigans die enkel dienen als gezelschapshond mogen natuurlijk wel getrimd worden. Wanneer deze naar een trimsalon gebracht worden horen deze behandeld te worden volgens de verzorgingsvereisten van vachtgroep #3 of vachtgroep #4 afhankelijk van de lengte van hun vacht. Dit houdt meestal in dat de hond wordt gewassen in bad, wordt geborsteld en ontwold, en dat de onderbuik en de vacht tussen de tenen wordt getrimd.
In verband met de lange rug is het beter om te voorkomen dat dit ras te dik wordt.

### Opvoeding
Door een aangeboren "will to please" en mede door zijn intelligentie is de opvoeding van dit ras relatief gemakkelijk. Zoals eerder besproken zal deze hond snel commando's aanleren maar zal hij ook door zijn intelligentie eventuele ongewenste dingen aanleren zoals bedelen. Bovendien zijn honden van dit ras niet echt onderdanig en staan ze gekend om het hebben van hun eigen willetje. Trainen en opvoeden aan de hand van beloningen, bij voorkeur snoep, in plaats van aan de hand van straffen is bijna altijd de meest succesvolle methode.

Het wordt aangeraden om Welsh corgi Cardigan goed te socialiseren met kinderen, andere honden, katten en andere dieren. Dit om in de toekomst te vermijden dat de hond er te ruw mee om gaat of dat deze de dieren of kinderen begint te drijven. Cardigans zijn veedrijvershonden en gaan bijgevolg alles willen drijven en hoeden dat beweegt. Een kind dat wegloopt is voor dit hondenras als een rode lap voor een stier en dus zal hij waarschijnlijk de achtervolging inzetten. Daarbij komt nog dat, als de Cardigan erin slaagt het kind in te halen, deze gaat bijten en pitsen in de armen en benen om het kind te doen blijven lopen. Dit is logischerwijs een uiterst onaangename ervaring voor het kind en het is dus belangrijk dat dit soort gedrag onmiddellijk wordt afgeleerd zodra de puppy in zijn nieuwe huis terechtkomt. Tips over hoe men dit het best aanpakt kunnen terug gevonden worden in de meeste boeken over hondentraining of op de hondenschool. 

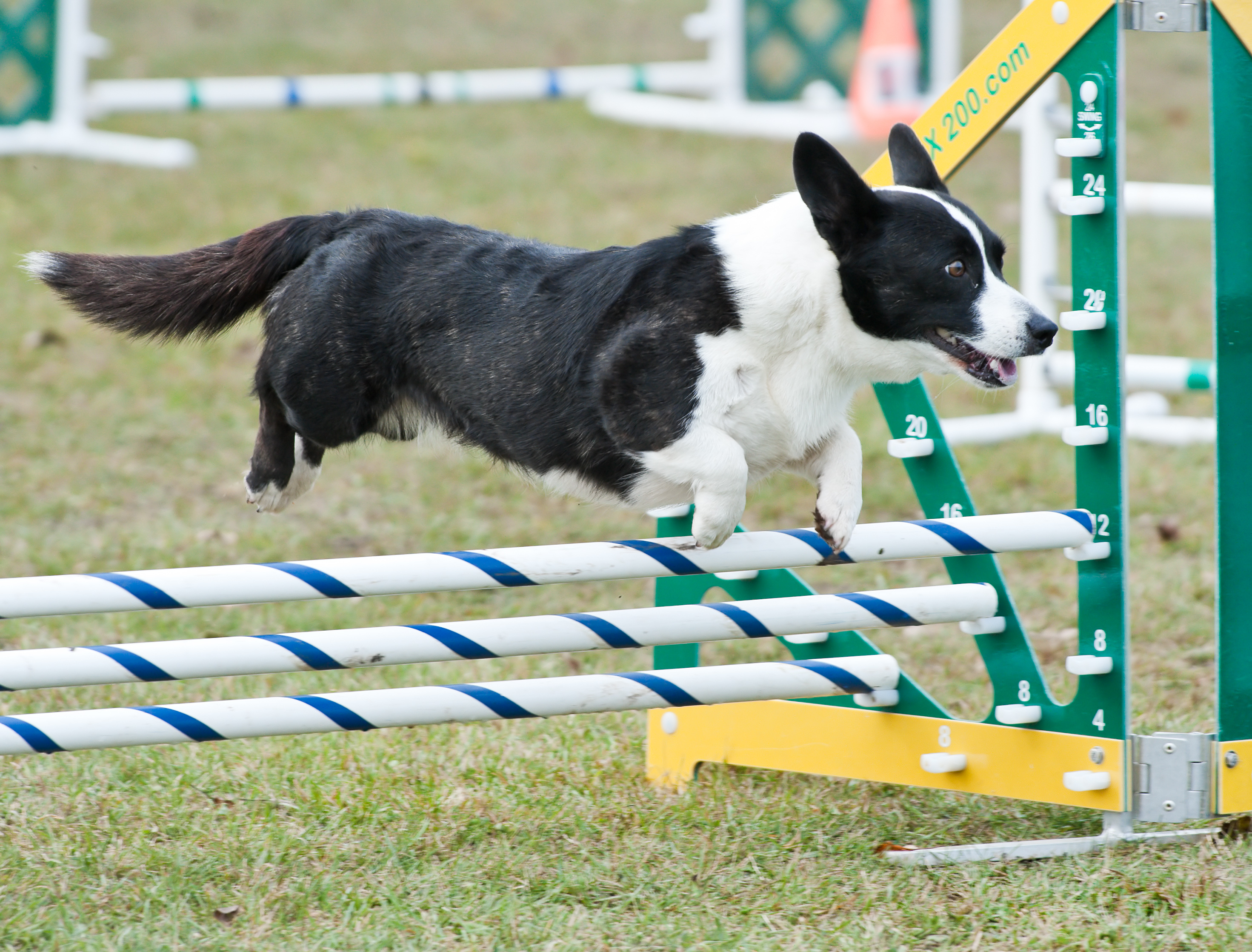
Welsh Corgi Cardigans zijn uiterst geschikt om o.a. agility sport mee te doen.

### Activiteiten
Welsh corgi Cardigans zijn actieve en intelligente honden die kunnen genieten van vele activiteiten waarin ze hun energie kwijt kunnen en of snel denkwerk moeten toepassen.
Dankzij hun oorsprong kunnen honden van dit ras die ouder zijn dan één jaar probleemloos lange wandelingen aan. Cardigans kunnen ook goed geëntertaind worden met hondenpuzzels alhoewel ze deze, dankzij hun intelligentie, soms al snel onder de knie hebben.
Andere geschikte activiteiten en hondensporten zijn:
- Agility
- Dogdance
- Flyball
- Ganzenhoeden
- Schapenhoeden

## Vergelijkbare hondenrassen
- Lancashire Heeler
- Västgötaspets
- Welsh Corgi Pembroke

## Trivia
- Een Welsh corgi Cardigan verschijnt in de Pedigree Dentastix-reclame van 2012.